# Sciron
Sciron är ett släkte av steklar. Sciron ingår i familjen brokparasitsteklar.
Kladogram enligt Catalogue of Life:
| Sciron | \| \| Sciron enolae \| \| \| \| \| \| Sciron fundator \| \| \| \| \| \| Sciron glaber \| \| \| \| |
|        | \| \| Sciron enolae \| \| \| \| \| \| Sciron fundator \| \| \| \| \| \| Sciron glaber \| \| \| \| |
|        | Sciron enolae                                                                                     |
|        |                                                                                                   |
|        | Sciron fundator                                                                                   |
|        |                                                                                                   |
|        | Sciron glaber                                                                                     |
|        |                                                                                                   |